# Jakub Wojciechowski

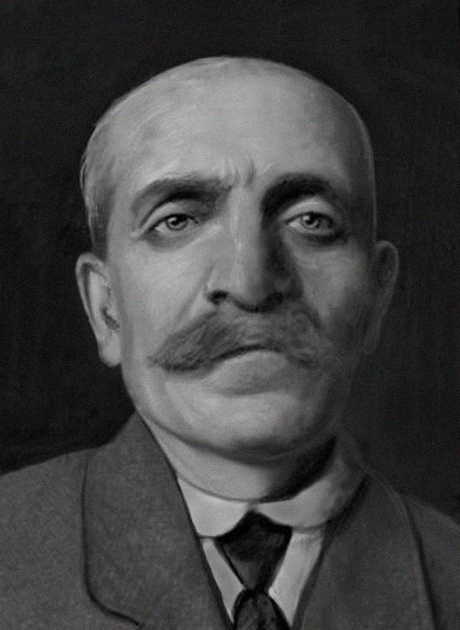
Jakub Wojciechowski

Jakub Wojciechowski (* 3. Juli 1884 in Nówiec; † 17. Juni 1958 in Barcin) war polnischer Arbeiter, Autodidakt und Verfasser von Memoiren.
Ab 1891 erhielt er Schulunterricht in deutscher Sprache, im Alter von 11 Jahren trat er seinen ersten Dienst bei einer Försterei an, danach beim Aushub von Gräben in Gostyń, ab 1899 bei der Ziegelei in Tasdorf, ab 1903 war er auf Wanderung durch Deutschland mit einem Karussell, 1905 Bergarbeiter in Dortmund, 1906 bis 1908 zum Militärdienst in Magdeburg, danach bei der Magdeburger Straßenbahn als Schaffner, dann Führer. 1909 heiratete er Marianne Kozioł (1880–1958). Nach Kriegsausbruch 1914 wurde er zur deutschen Armee berufen, nach einer Verwundung an der Westfront verbrachte er sechs Monate im Lazarett, danach war er Grubenarbeiter in Gelsenkirchen und wieder Straßenbahnfahrer in Magdeburg. Nach Kriegsende ließ er sich 1924 in Barcin nieder.
Er erhielt den 1. Preis in dem vom Polnischen Soziologischen Institut ausgeschriebenen Wettbewerb für Arbeitermemoiren. Im „Eigenen Lebenslauf eines Arbeiters“ (Życiorys własny robotnika) zeigte Wojciechowski seine besondere Begabung, über das einfache Leben in Deutschland spannend und ungeniert, manchmal naiv zu erzählen. Er schrieb ohne Hemmungen über Kriegsgräuel wie über seine Liebeleien. Die Memoiren wurden zum Ereignis der polnischen Literatur, der Schriftsteller und Kritiker Tadeusz Boy-Żeleński widmete ihm viele Feuilletons und half ihm, den Text 1930 zu veröffentlichen. Wojciechowski schrieb noch 1933 „Einst und jetzt“ (Raz kiedyś a obecnie). Seine letzten Texte (Fortsetzung meines Lebenslaufes in der Heimat, Ciąg dalszy mego życiorysu już w kraju) wurden postum 1972 veröffentlicht.